# ATR 72
ATR 72為法國航太商法國航太（現空中巴士）與義大利航太商義大利飛機製造公司（現阿萊尼亞）合資之飛機製造商ATR所推出的雙发涡桨民航機，結構上與ATR 42一樣，但機身加長4.5米，載客數提升至72人，油箱容量更大，航程更遠。ATR-72的累積訂單已經超過1,700架，為21世紀民航市場中最暢銷的渦輪螺旋槳客機。

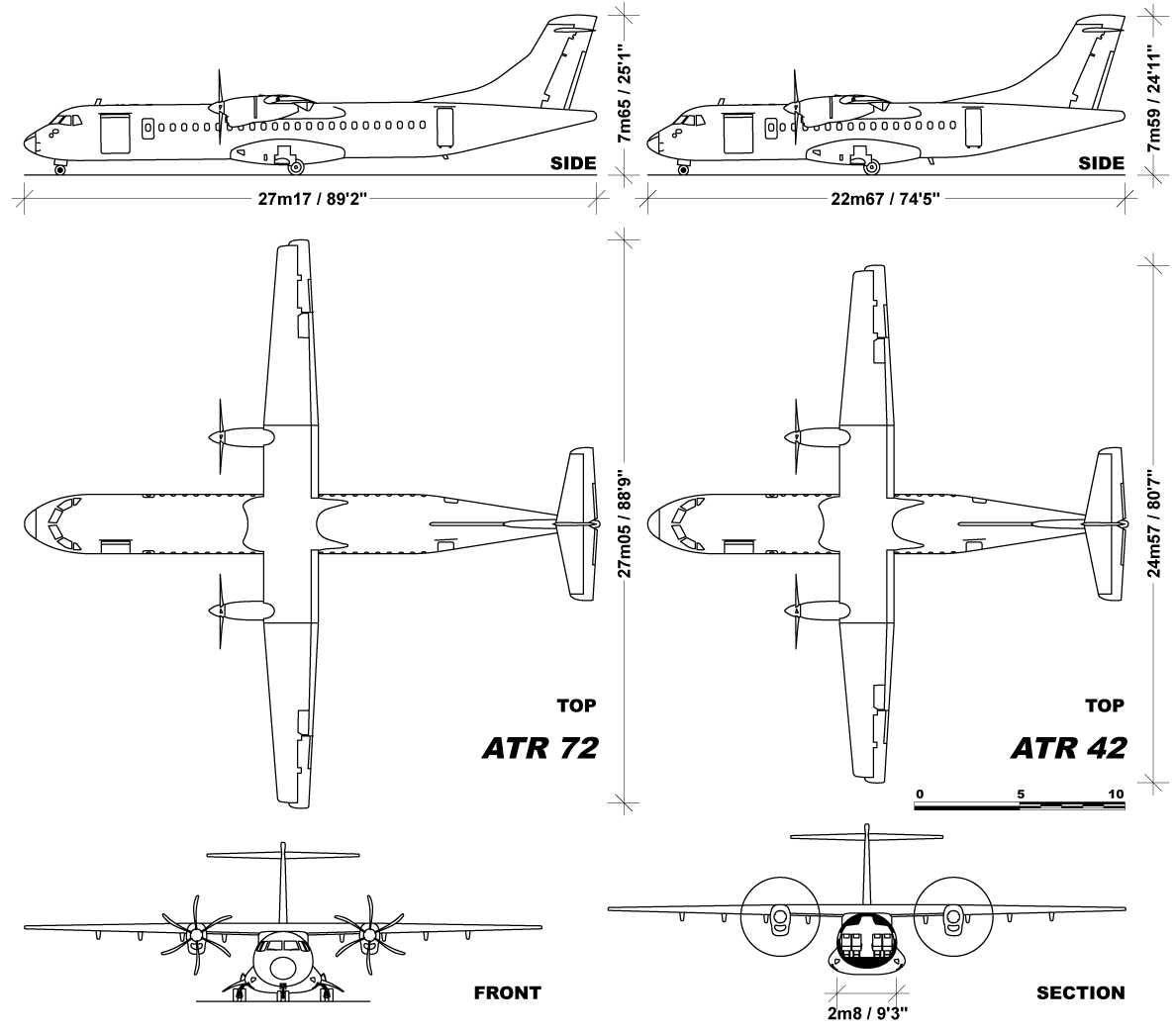
ATR-72和42的比較

## 發展
1980年代初，法國與義大利達成商業合作共識，兩國主要的航太廠商合資成立新公司，共同研發新一代支線客機，第一個合作成果為ATR 42。ATR 72是ATR 42的改良型號，在1980年代中期啟動開發計畫，名稱的意思是72人座客機。ATR-72較ATR-42的設計加長機身4.5公尺，改用更大馬力的引擎，擴大翼展，由於ATR-42設計是將油箱擺設在機翼內，增大機翼意味著油箱也可以擴大，使得ATR-72較42增加約10%的燃料酬載。
ATR 72於1985年巴黎国际航空航天展首度對外公開計畫，在航太展獲得訂單的激勵下，1986年1月15日計劃正式啟動，1988年10月27日進行首航，1989年9月25日得到法國民航總局的飛航認證許可，實際投入商業服務，芬蘭航空是首個接收此型號飛機的航空公司，由於ATR 42與ATR 72大多數子系統為共用設計，因此ATR公司在同個廠間進行兩種型號客機的量產。ATR系列的行李儲存架設置在駕駛室與客艙之間，所以前方機門通常是用作裝卸行李，而乘客大多數從尾部機門進入機艙。相比其它飛機，此型號並沒有提供空氣及電力功能的輔助動力系統（APU），而是在右邊的二號發動機上設置螺旋槳煞車裝置，讓2號發動機可以在啟動的狀態下，不讓螺旋槳旋轉，僅擔任電力和空氣的供應。
ATR公司曾計劃發展ATR 82型，將發動機改用通用電機開發的GE38渦輪軸發動機，載客量提升為78人，速度提高至610公里／時，但於1996年終止此計劃。
目前，ATR-72的組裝線與測試中心設置在法國土魯斯，機身由義大利波米利亚诺-达尔科城的阿萊尼亞航空公司工廠製造，機翼由空中客车集团旗下的EADS Sogerma Services公司承攬。

## 定位與競爭者
ATR-72在1990年代初投入營運時，西方民航市場有多款有力競爭機型，包括福克50、德哈維蘭加拿大DHC-8等，但福克50因沒有後續改良，在21世紀初逐步退出市場。就性能比較的話，DCH-8發展的Q400較ATR-72性能更好，但是採購成本與發動機耗油表現略高於ATR-72。Q400的性能定位成功的爭取了一部份原先由噴射客機營運的北美區間客機市場，但是對發展中國家與歐洲市場競爭力未優於ATR-72。這使得ATR-72在21世紀後大量獲得汰換舊款渦輪螺旋槳客機的訂單。
ATR公司從21世紀初便想積極打入中國航空市場，但是中國廠商則以新舟60與後續改良的新舟600等渦輪螺旋槳客機與其競爭，使得在開發中國家市場中ATR客機未能在中國市場獲得大量訂單。

## 型號

### ATR 72-101/102型
最初設計的兩種次機種皆被稱為100系列(-100)。均採用PW124B引擎。

#### ATR 72-101型
101型的設計中，前後兩處機門皆可供乘客上下機。於1989年9月完成認證。

#### ATR 72-102型
102型的設計中，前機門被設計為裝卸行李用，乘客由後機門上下機。於1989年12月完成認證。

### ATR 72-201/202型
200系列(-200)是該系列最先生產的版本，採用PW124B引擎。

#### ATR 72-201型
101型的升級版本，提高了101型的最大起飛重量。採用PW124B引擎的版本於1989年9月完成認證。

#### ATR 72-202型
102型的升級版本，提高了102型的最大飛重量。採用PW124B引擎的版本於1989年12月完成認證。

### ATR 72-211/212型
200系列的改進型，採用高空和高溫性能較好的普惠PW127螺旋槳引擎。每座PW127引擎可輸出2,750匹馬力（2,050千瓦），在高空與高溫環境下的表現更為優異。此兩種機型皆於1992年12月完成認證。同樣地，200系列兩種機型的差別在於其機門配置。

### ATR 72-212A型

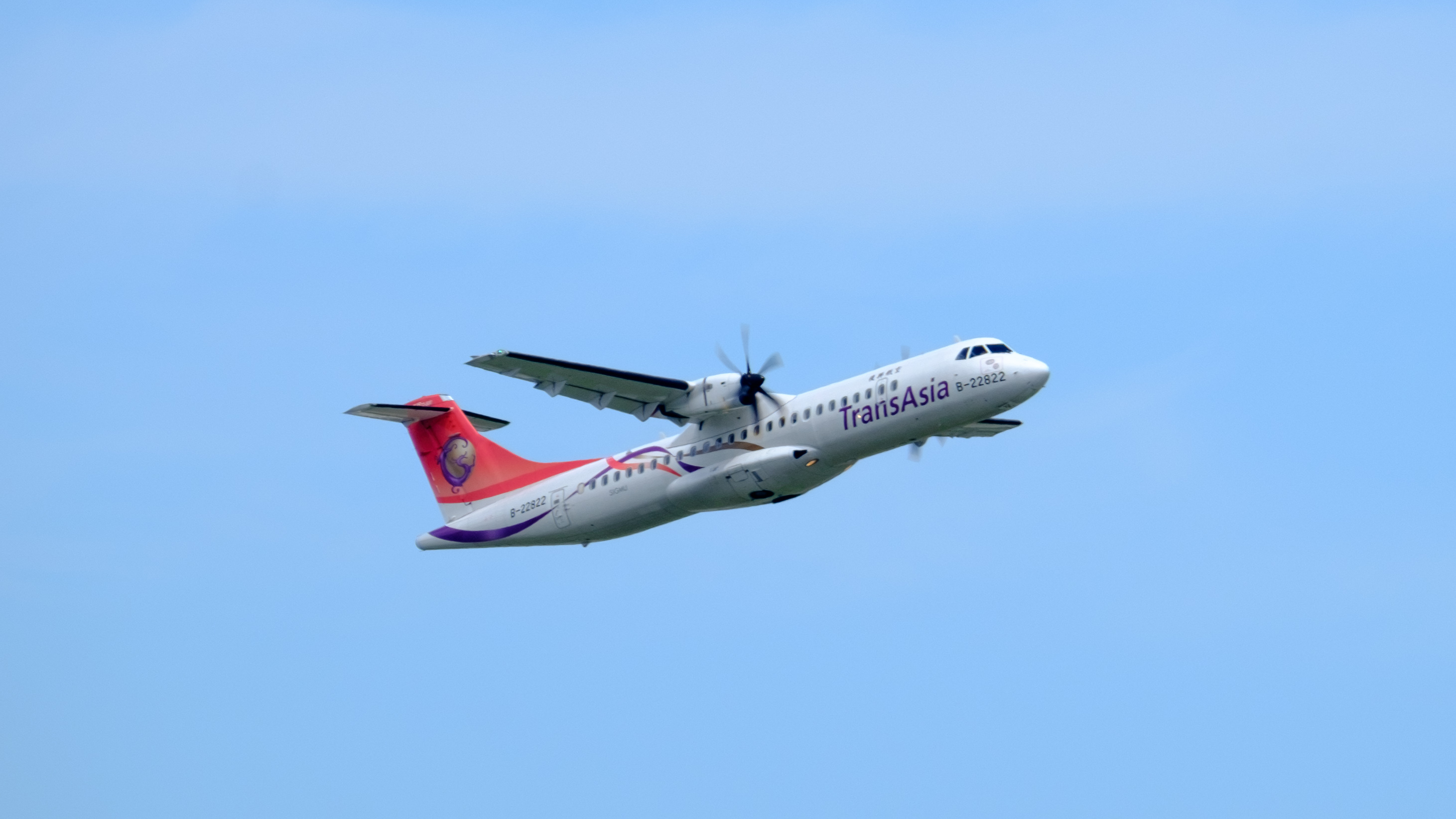
復興航空（已倒閉）ATR 72-212A

212型的改進型，改採用由全複合材料製造的六槳葉螺旋槳，並選用普惠PW127F（ATR 72-500型）和PW127M（ATR 72-600型）螺旋槳引擎。除此之外也提升了最大起飛重量，和更加自動化的能源管理，讓駕駛工作更容易。

#### ATR 72-500型

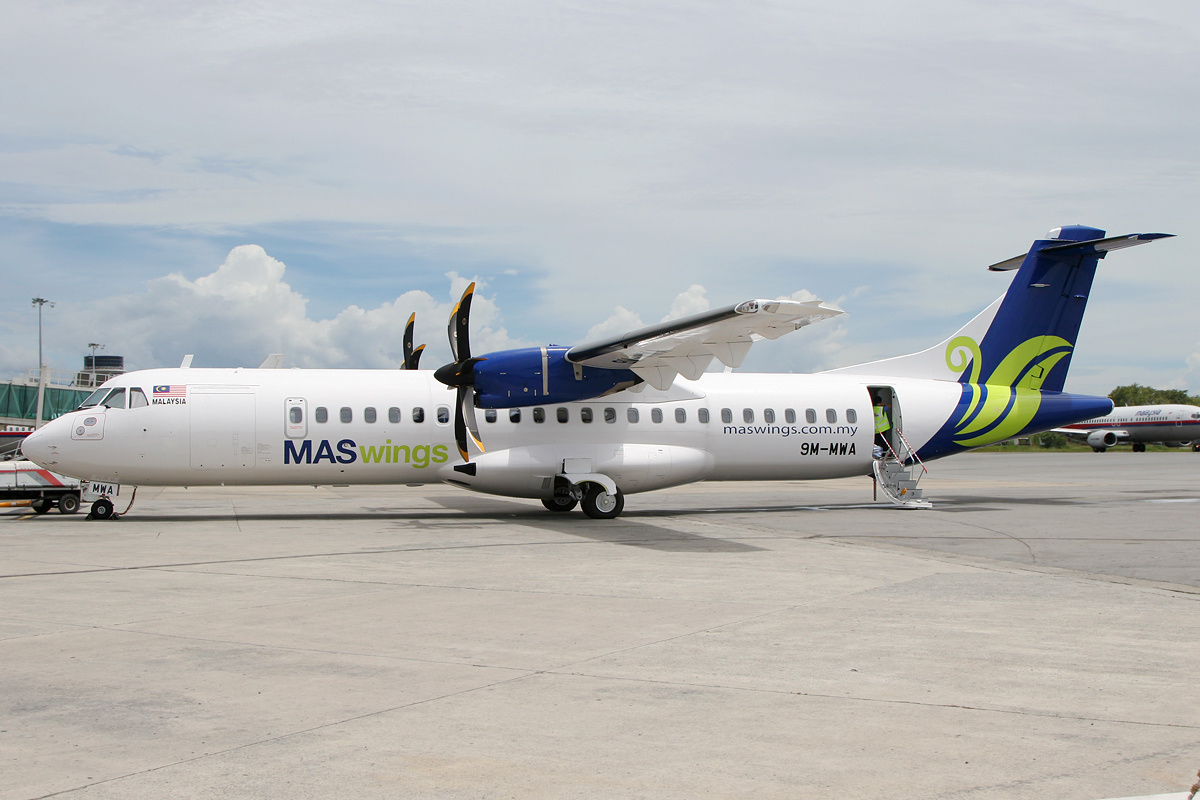
马航飞翼航空的ATR 72-500型

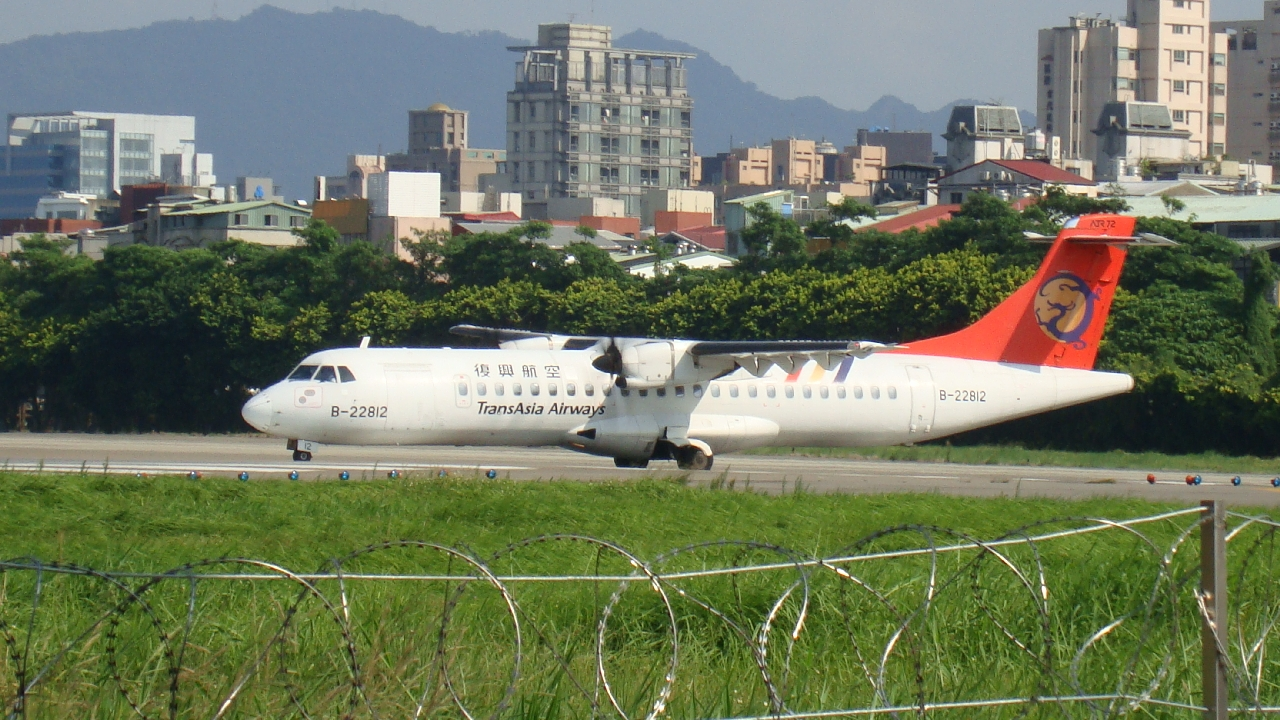
復興航空（已倒閉） ATR 72-500型

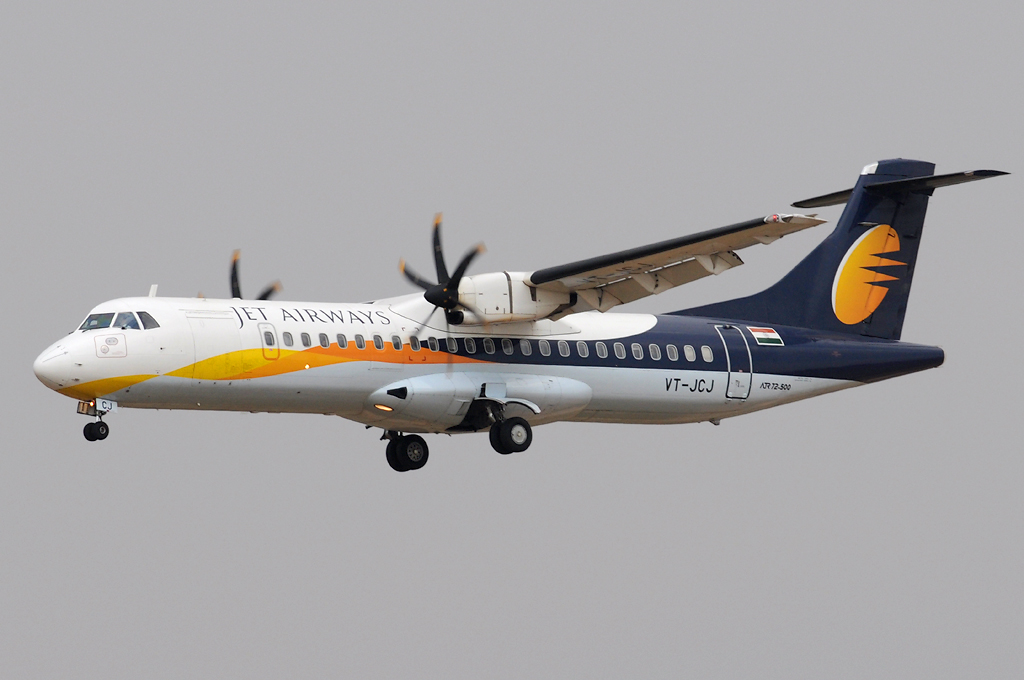
捷特航空（已倒閉）的ATR 72-500

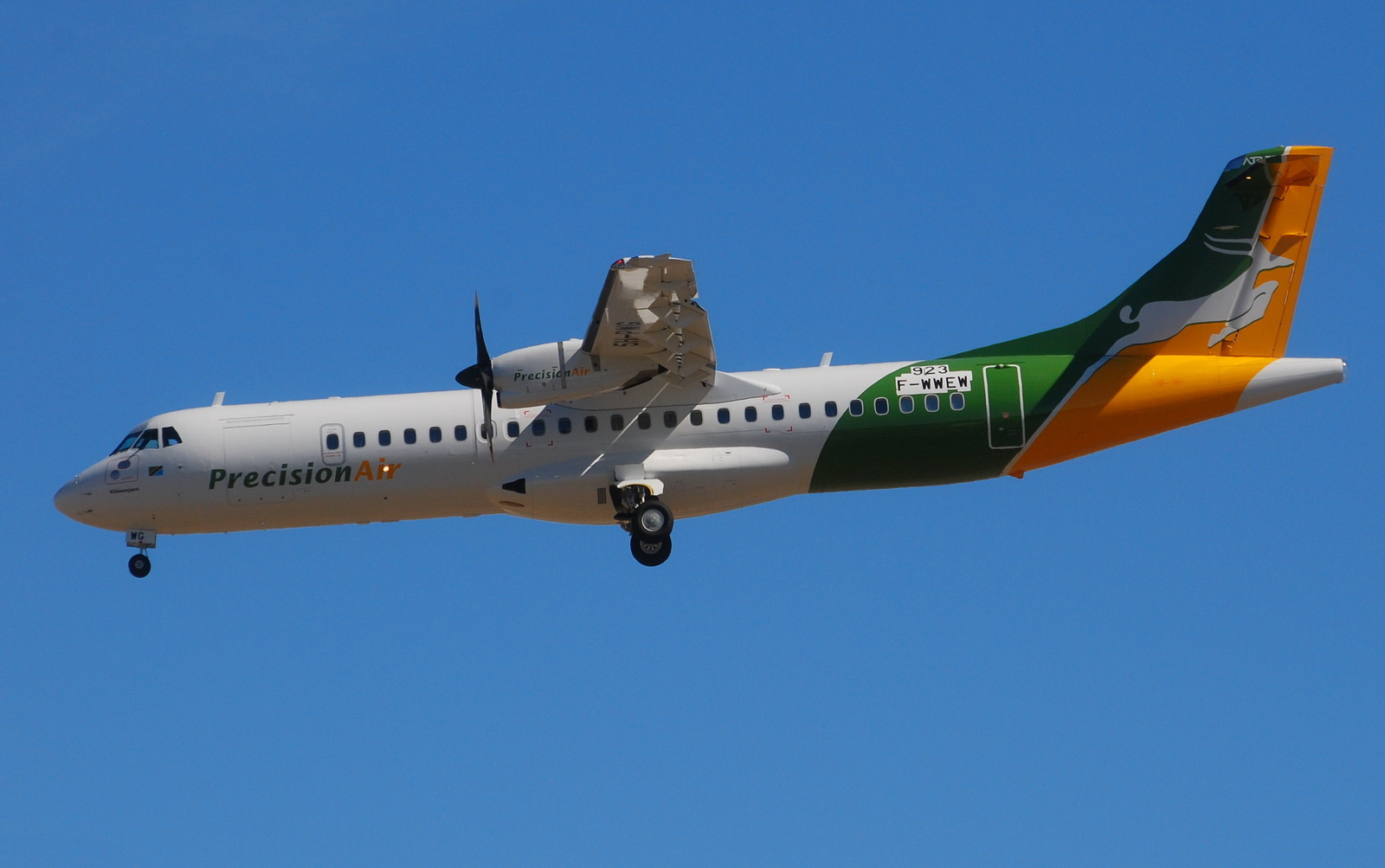
Precision Air的ATR72-500

原始名稱即為ATR 72-212A型，於1997年1月完成認證。

#### ATR 72-600型

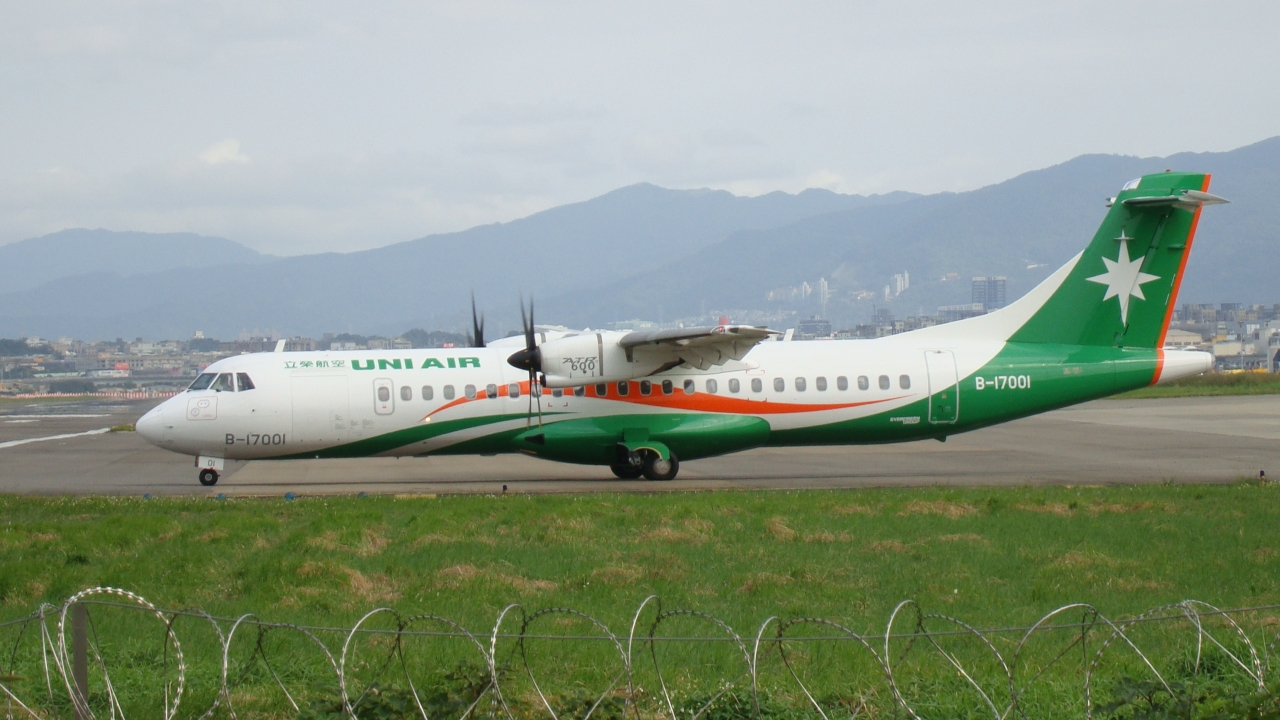
立榮航空ATR 72-600

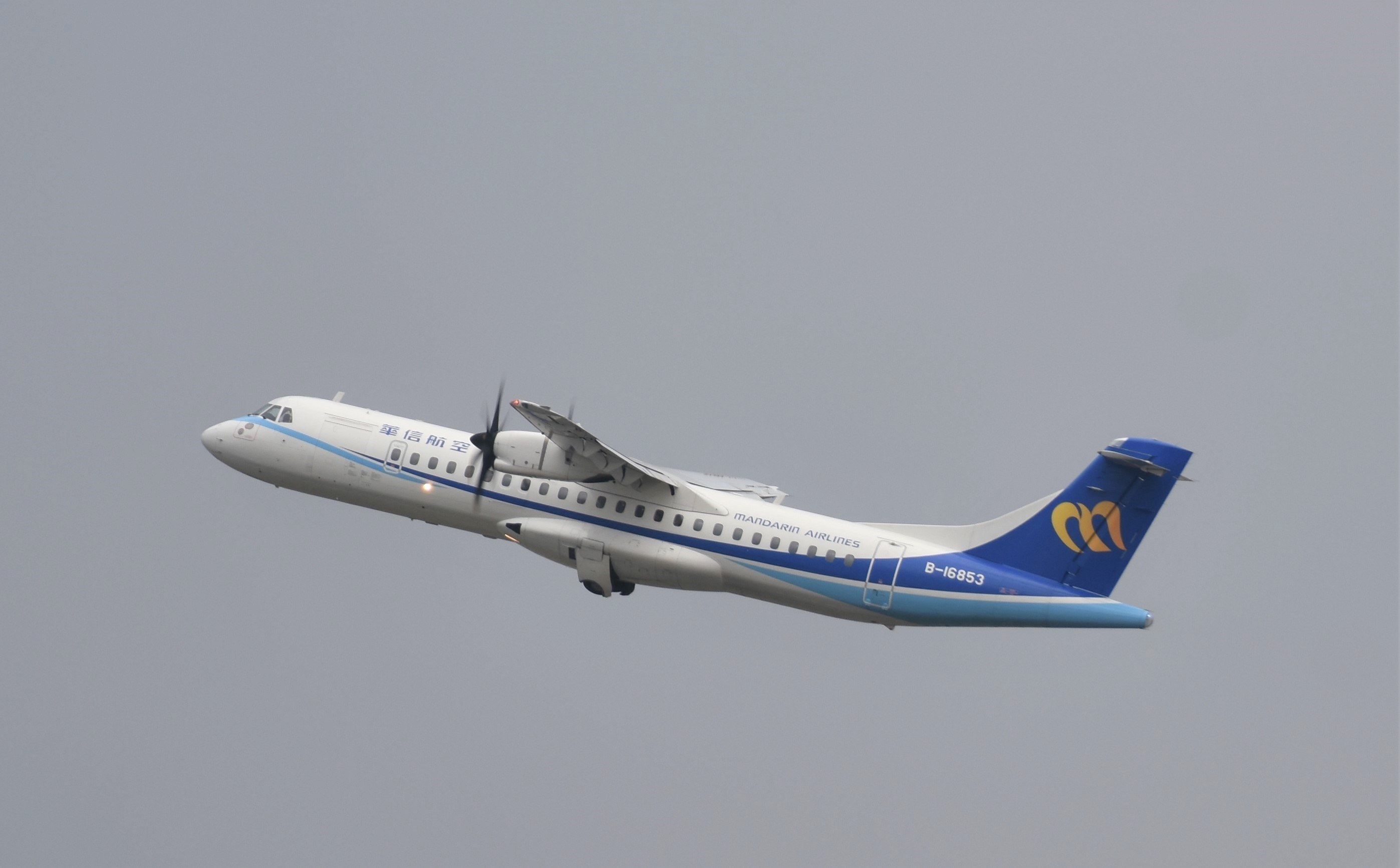
華信航空ATR 72-600

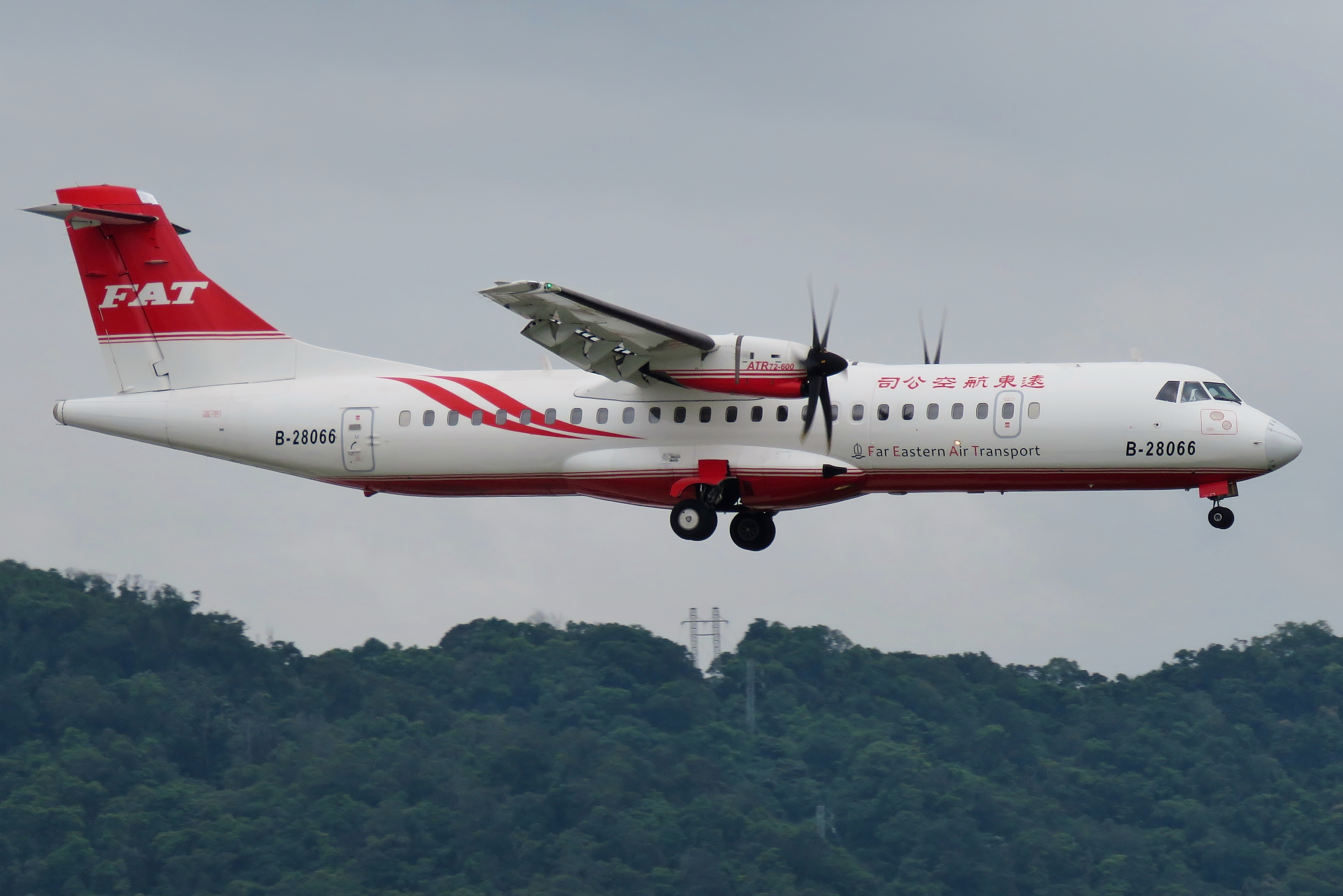
遠東航空（已倒閉）ATR 72-600

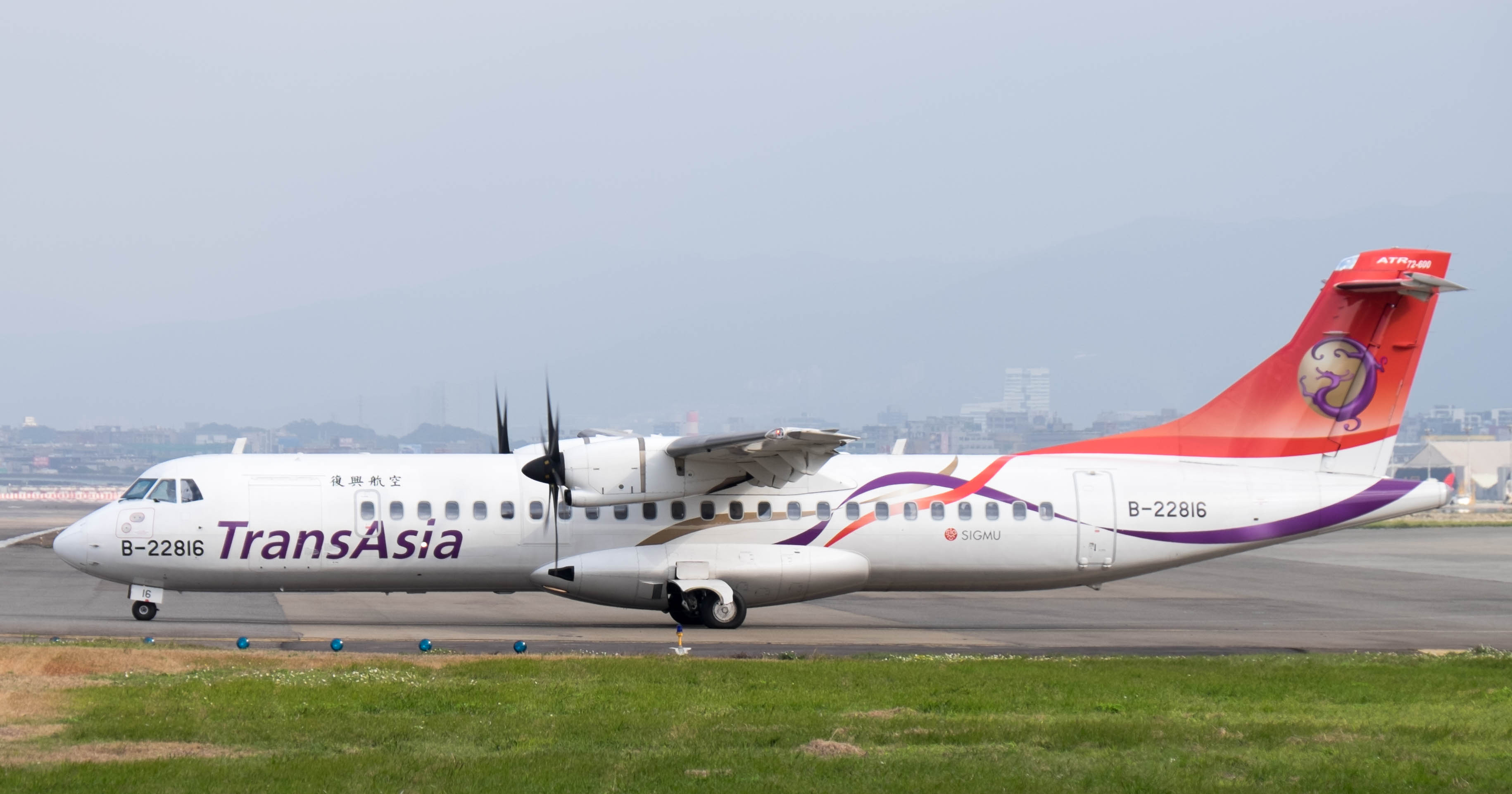
復興航空（已倒閉）ATR 72-600

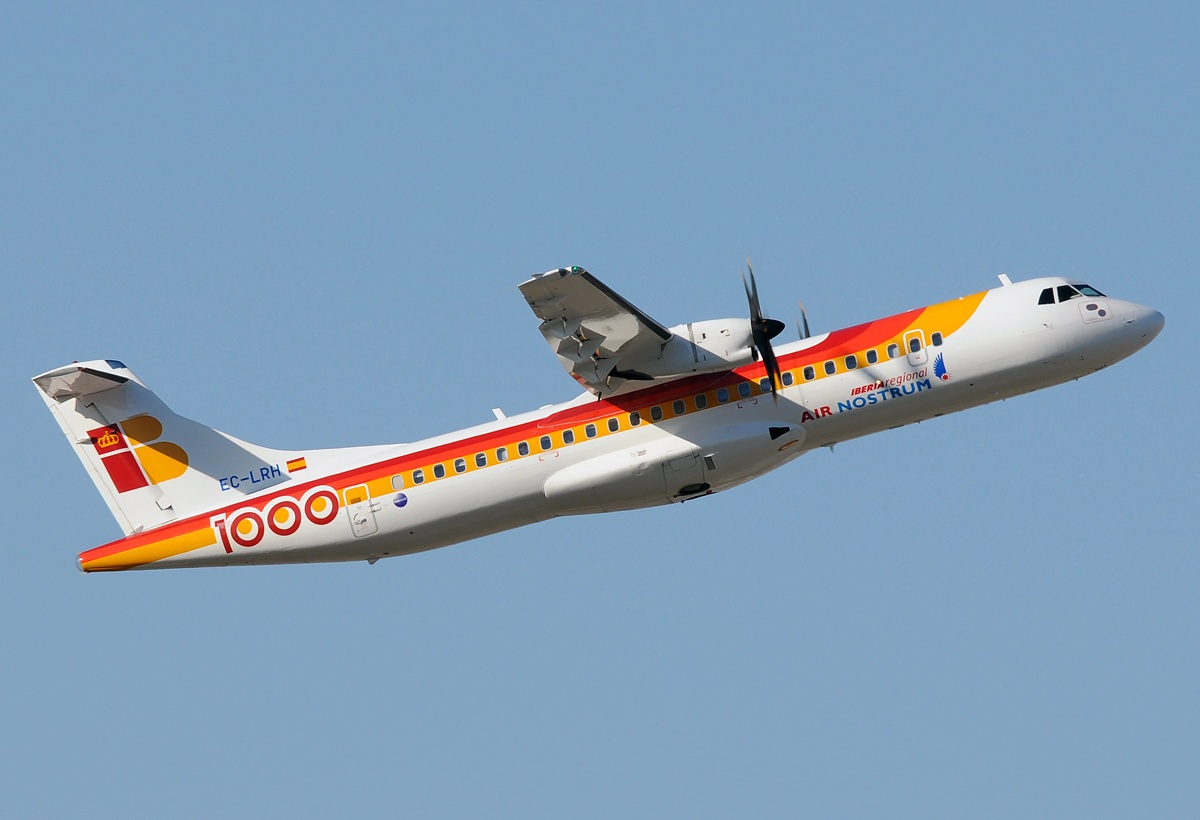
諾斯特姆航空ATR 72-600

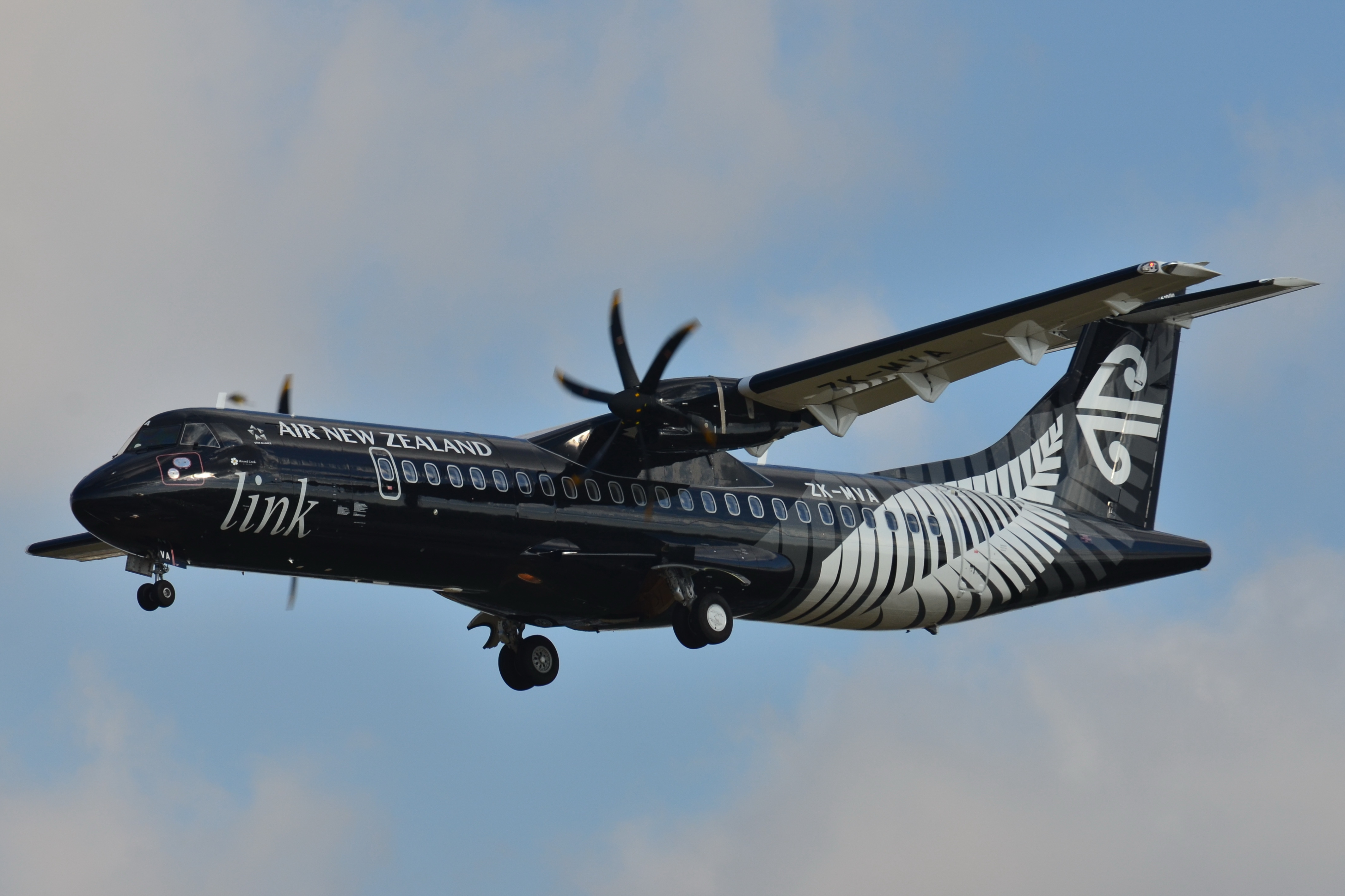
新西蘭支線航空ATR 72-600

2007年10月2日，ATR公司宣佈會研發新版的ATR 72-212A，並計劃在2010年下半年開始交付。2009年7月24日，由ATR 72-500改裝而成的ATR 72-600原型機完成首航。
作為ATR 72-500型的改良型號，ATR 72-600型的提升之處如下：採用PW127M引擎，新增「加速功能」可提升額外5%起飛動力；將駕駛艙飛控儀表轉型為玻璃驾驶舱，使用泰勒斯公司製造的5具寬螢幕液晶顯示器；多功能電腦系統可提升飛航安全和操縱性能；新採用泰雷兹集团的航空电子提供了所需导航性能；輕質座椅；更大的客艙置物空間；也增加了起飛重量。2015年12月，歐洲航空安全局核准了新的高密度座位配置，載客量可由74人提高至78人。
ATR 72-600型的後續改良計劃在2021年杜拜航空展公布，將計劃將動力換用新發展的PW127XT渦輪螺旋槳發動機，ATR宣稱和前代型號相比，PW127XT的維護成本將降低20%、油耗降低3%。

### 軍用版本

#### ATR 72 ASW
ATR 72的海軍反潛艦機種，整合了軍用版ATR 42的海上巡邏系統並增加了反潛作戰能力。義大利海軍訂製了ATR 72-500的ASW版本，以執行反潛作戰和水面作戰任務。義大利海軍訂製的四架ATR 72 ASW於2012年開始交付。為了執行反潛與水面作戰任務，此機種將配備一挺吊艙式機關槍、輕型空投式魚雷、水面攻擊導彈和深水炸彈。而Thales公司的機載海上定位與控制系統（Airborne Maritime Situation and Control System, AMASCOS）亦賦予此機種執行搜救任務的能力。

### 其他版本

#### 貨機版本
包含散貨機（Bulk Freighter）和特大機門型貨機（ULD Freighter）。ATR在2002年的法茵堡航空展展出了ATR 72各機型的特大機門改裝版。聯邦快遞、DHL和優比速等快遞公司皆有使用ATR 72貨機。

#### 豪華版本
高級內裝版本的ATR 72-500，用以運輸商務人士或政府官員。

#### ATR 82
1980年代中期，ATR公司從ATR 72的衍生出了一個78人座的變異版。此版本預計採用艾利森AE 2100渦輪螺旋槳發動機，預計巡航速度可達330節，此計畫於1996年初中止。

#### ATR Quick Change
為了方便航空公司以貨機進行改裝、載客，ATR設計了可在45分鐘內完成改裝的客貨兩用機型（ATR 42的Quick Change版本可在30分鐘內完成）。

## 主要用戶

### 主要民航用戶（擁有8架以上）
- 藍色巴西航空：49架
- Wings Air：49架
- 聯邦快遞：21架
- Mount Cook Airlines（英语：Mount_Cook_Airline）：22架
- 飛螢航空：19架
- Swiftair（英语：Swiftair）：19
- Binter Canaria（英语：Binter_Canarias）：18架
- ASL Airlines Ireland（英语：ASL_Airlines_Ireland）：16架
- 烏塔航空：15架
- 阿爾及利亞航空：15架
- 北歐航空：14架
- 馬來西亞之翼航空：14架
- Passaredo Linhas Aéreas（英语：Passaredo_Linhas_Aéreas）：14架
- Stobart Air（英语：Stobart_Air）：15架
- 曼谷航空：13架
- 緬甸國家航空：13架
- 維珍澳洲航空：13架
- 立榮航空：14架
- 華信航空：12架
- 捷特航空：13架
- Nordic Regional Airlines（英语：Nordic_Regional_Airlines）：12架
- HOP!：12架
- 越南國家航空：12架
- 加魯達印尼航空：11架
- 馬印航空：11
- Air KBZ（英语：Air_KBZ）：8架

2016年2月，伊朗航空向ATR訂購了20至40架ATR 72-600

### 軍用客戶
- 土耳其海軍
- 巴基斯坦海軍

## 意外
- 美鷹航空4184號班機空難
  - 1994年10月31日午後，一班從印第安納州印第安納波利斯前往芝加哥的美鷹航空國內線班機，在芝加哥國際機場外盤旋等待降落時，由於機身積冰導致飛機失速並往右傾斜，最後飛機連續翻滾並墜毀於羅斯藍的一處農地上，機上68人全部罹難。
- 復興航空510A號班機空難
  - 1995年1月30日，復興航空編號B-22717的執飛GE510A航班，由於當時是農曆除夕，載客從台北飛抵馬公後，空機飛返台北松山機場，結果不幸途中偏離航道，在桃園龜山區兔子坑撞山墜毀。這架飛機空機無乘客，正副駕駛及空中服務人員等機組員4人不幸罹難。
- 復興航空791號班機空難
  - 2002年12月21日，復興航空编号B-22708的貨機，执飞GE791航班，在臺北時間01:52時，於飛航途中機翼遭嚴重積冰後，在馬公西南方約17公里處墜海失事，機上駕駛員2人皆失蹤。
- 突尼西亞國際航空1153號班機
  - 2005年8月6日，一架飛往意大利的突尼西亞國際航空ATR 72，因耗盡燃油在海面緊急降落時發生意外，39人中有16人死亡。
- 曼谷航空
  - 2009年8月4日，泰国曼谷航空公司一架ATR 72-500型客机在苏梅岛机场着陆时滑出跑道并起火，造成至少1人死亡、数十人受伤。
- 加勒比区域航空883號班機空難
  - 2010年11月4日，古巴加勒比区域航空的一架ATR 72-212民航客机在古巴中部城市圣斯皮里图斯附近坠毁，机上68人全部遇难。
- UTair航空公司
  - 2012年4月2日，俄UTair航空的一架ATR 72-212民航客机在西伯利亚秋明州坠毁。
- 寮國航空301號班機空難
  - 2013年10月16日，寮國航空公司的一架ATR 72客机在南部占巴塞省失事，机上人员全部遇难。
- 復興航空222號班機空難
  - 2014年7月23日，復興航空的一架機號為B-22810的ATR 72-500在馬公機場受颱風產生的大雨影響，班機向塔台要求重飛後墜毀於澎湖縣西溪村內，事故造成49死9傷，地面人員5傷。[7][8][9]
- 復興航空235號班機空難
  - 2015年2月4日，復興航空的一架機號為B-22816的ATR 72-600於10時45分從台北松山機場起飛，目的地為金門尚義機場。因一側發動機失效，機師又誤關正常的發動機，導致飛機於上午10時55分失去動力，急轉墜下擦撞環東大道高架橋後墜入距南陽大橋800公尺，草濫溪抽水站附近的基隆河流域，機上共58人，事故造成43人死亡、17人受傷（含地面2人）。左側機翼撞擊高架橋之前還擦撞到一台行駛中的計程車，導致該輛計程車車頭損毀。而兩台當時正在環東大道行駛的車輛安裝之行車記錄器碰巧錄下飛機失事墜落的過程。[10]
- 伊朗阿塞曼航空3704號班機空难
  - 2018年2月18日，一架往伊朗亞蘇季的伊朗阿塞曼航空ATR 72-212客機在伊斯法罕省的塞米羅姆附近墜毀，機上全部人員遇難。[11]

- 尼泊尔雪人航空691号班机空难
  - 2023年1月15日，一架从特里布万国际机场起飞飞往博客拉机场的尼泊尔雪人航空ATR 72-500客机在博克拉旧机场和新机场之间着火坠毁，航班号为YT691，飞机上72人，68人为乘客，4人为机组人员，全部不幸罹難。[12][13]
- 沃帕斯航空2283號班機空難
  - 2024年8月9日，一架從巴拉那州卡斯卡維爾機場飛往圣保罗州瓜魯柳斯國際機場的沃帕斯航空ATR72-500客機在17000英尺（即5200米）的高度飛行時失控，並陷入螺旋俯衝，最終撞地墮毀。機上乘客57人及機組人員四人合共61人全部不幸罹難。事故原因仍然待查。

## 規格（ATR 72-500型與600型）
- 長度：27.17米
- 翼展：27.05米
- 高度：7.65米
- 載客量：68～74人
- 空機重量：12,950公斤
- 最大起飛重量：22,500公斤
- 航程：2,414公里
- 巡航速度：511公里／時
- 起飛所需最短跑道長度:1,450公尺
- 降落所需最短跑道長度:1,067公尺

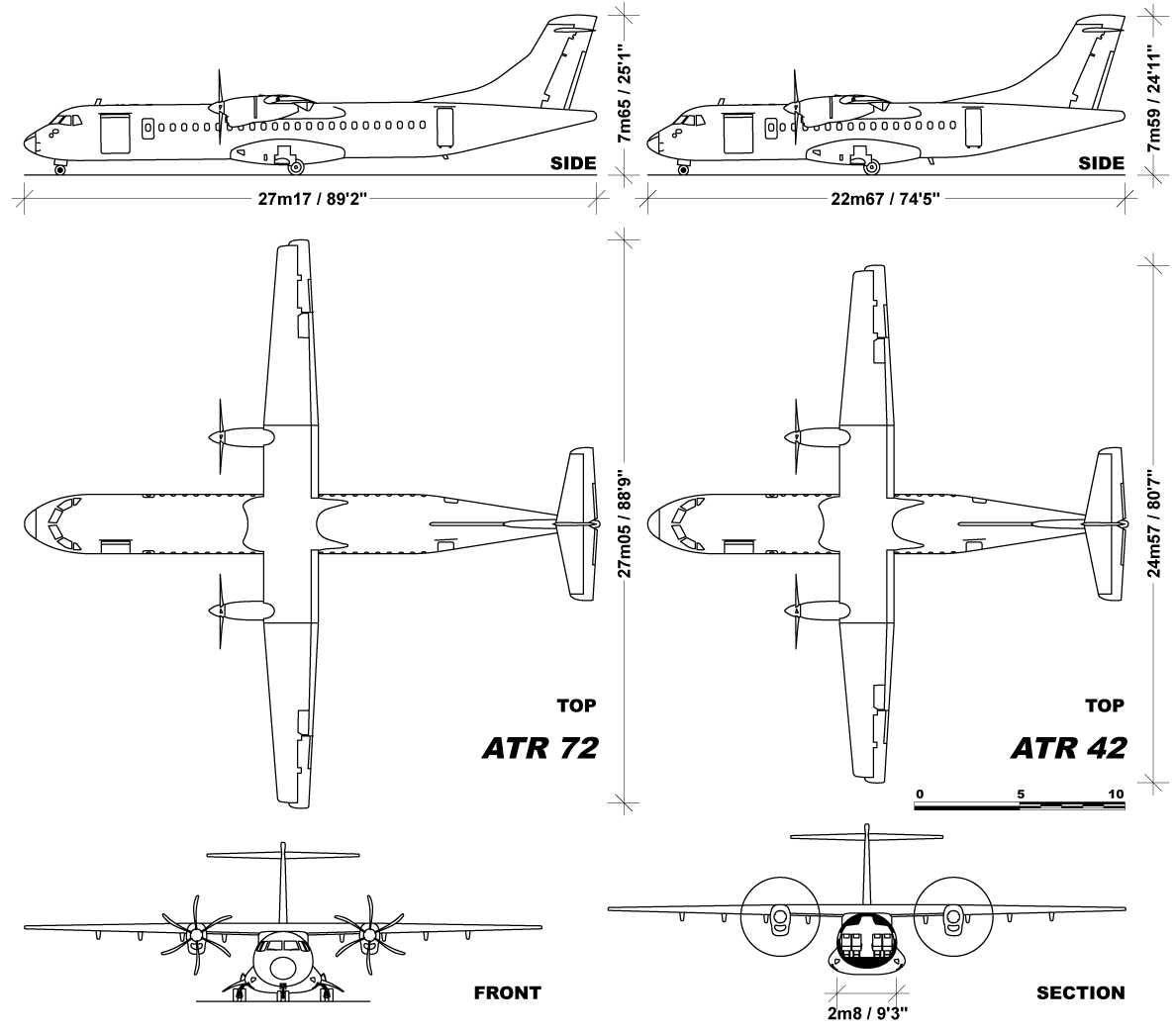
ATR 72示意圖

- 巡航高度：7,000 m（21,000 ft）[14]

## 外部連結
- ATR公司（页面存档备份，存于）

| 相关内容     | 相关内容              |
| ------------ | --------------------- |
| 相关发展项目 | ATR                   |
| ATR系列      | ATR 42 - ATR 72 -     |
| 相关条目     | 客機列表 - 民航机列表 |